# Хугберт (герцог Баварии)
Хугберт (Хукберт, Гугобер; нем. Hugbert, англ. Hucbert, фр. Hugobert; умер в 736) — герцог Баварии (725—736) из династии Агилольфингов.

## Биография
Хугберт был сыном правителя Баварии Теудеберта и его супруги Регинтруды. Около 715 года Хугберт вступил в брак с Ротрудой, дочерью Ратхиса, будущего фриульского герцога и короля лангобардов. В течение всей жизни он поддерживал дружественные отношения со своим тестем. В том числе, об этом свидетельствует и постройка алтаря в соборе Чивидале-дель-Фриули, возведённого на средства Хугберта.
Точная дата смерти герцога Теудеберта неизвестна. По одним предположениям, он скончался в конце 710-х годов, по другим — несколько позднее, уже в первой половине 720-х годов. После смерти отца Хугберта унаследовал принадлежавшую тому часть Баварии. Однако уже вскоре дядя Хугберта Гримоальд II изгнал своего племянника из отцовских владений и стал единовластным правителем герцогства. Хугберт был вынужден искать убежища при дворе майордома Франкского государства Карла Мартелла.
Возможно, Хугберт обратился за помощью и к своему родственнику, королю лангобардов Лиутпранду. Первым вступился за изгнанника правитель Лангобардского королевства: он вторгся во владения Гримоальда II и захватил несколько крепостей, принадлежавших баварскому герцогу. Однако Лиутпранд больше ничего не сделал, чтобы возвратить власть Хугберту. Более того, под предлогом помощи родственнику правитель лангобардов присоединил к своим владениям все баварские земли вплоть до Мерано. В 725 году в поддержку Хугберта выступил и Карл Мартелл. Он совершил поход в Баварию, во время которого в сражении на берегу Дуная разбил баварское войско. Жена Гримоальда II Пилитруда и её племянница Свангильда были уведены во Франкию. В том же году Свангильда стала новой супругой Карла Мартелла. При поддержке франкского майордома новым правителем Баварии стал Хугберт.
Неизвестно точно, когда погиб Гримоальд II: по одним данным, это произошло в 725 году, по другим — в 728 году, когда Карл Мартелл был вынужден совершить новый поход в Баварию, чтобы покарать местных мятежников. Начиная с того времени Хугберт стал единовластным правителем Баварского герцогства.
Получив престол благодаря франкам, Хугберт стал первым с середины VII века баварским герцогом, признавшим над собой верховную власть правителей Франкского государства. Известно, что при нём часть земель на севере Баварии (Нордгау) была присоединена к Франкскому государству. Сохранились и несколько баварских хартий того времени, датированных годами правления короля-Меровинга Теодориха IV. В то же время предполагается, что супруга Карла Мартелла Свангильда использовала своё большое влияние на мужа в пользу своих баварских родичей.
Сам Хугберт, стремясь ослабить свою зависимость от франков, покровительствовал святому Бонифацию в христианизации Баварии. Как предполагается, в 728 году Хугберта снова призвал в Баварию святого Корбиниана, бежавшего из герцогства от преследований Гримоальда II и Пилитруды. Святой последовал просьбе Хугберта и как и прежде начал вести активную проповедь христианства среди бавар, живших в окрестностях Фрайзинга.
Хугберт скончался в 736 году. Его жена Ротруда после смерти супруга приняла духовный сан и стала аббатисой Ноннбергского монастыря. Новым правителем Баварского герцогства стал Одилон, сын герцога Алемании Готфрида и неизвестной по имени тётки Хугберта.